# Étienne de Marsay
 (mars 2025).

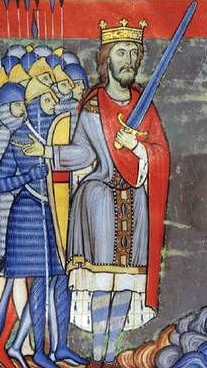
Henri II Plantagenêt

Étienne de Marsay ou Étienne de Marchay fut le sénéchal d'Anjou et trésorier du roi Henri II Plantagenêt. Il est le fondateur de l'Hôtel-Dieu d'Angers.
Étienne de Marsay est également connu sous la terminologie latine de "Stephanus de Turonis" ou "Stephano de Turon",  soit "Étienne de Tours".

## Biographie

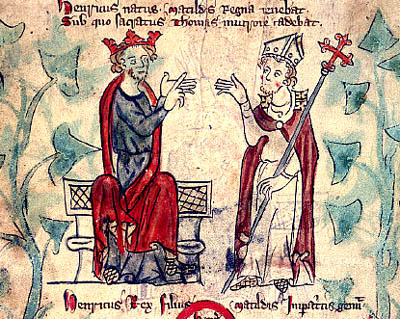
Henri II et Thomas Becket

En 1169, le roi d'Angleterre, Henri II Plantagenêt confie la garde de son trésor à Étienne de Marsay, et le nomme gouverneur de la ville de Chinon et du château de Chinon.
Étienne de Marsay fut sénéchal de l'Anjou de 1172 à 1189. À cette période, le comté d'Anjou et le Comté du Maine étaient unis sous la bannière de la dynastie des Plantagenêt. La Touraine dépendait également du sénéchal d'Anjou. Étienne de Marsay était donc à la fois sénéchal d'Anjou, du Maine et de Touraine.
En 1175, Henri II Plantagenêt, en expiation de l'assassinat de l'archevêque de Cantorbéry, Thomas Becket, demande à son sénéchal d'Anjou de faire édifier un lieu pour accueillir les malades et autres victimes de misères. 
Étienne de Marsay fait construire l'hôtel-Dieu qui deviendra l'hôpital Saint-Jean. 
Par deux chartes signées à Valognes, deux Maisons-Dieu sont fondées : celle de Saint-Jean à Angers et celle de Coëffort au Mans.

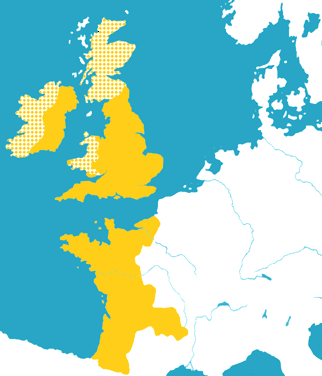
Possession d'Henri II Plantagenêt

En 1189, le nouveau roi de France, Philippe Auguste est bien décidé à combattre le roi d'Angleterre, Henri II Plantagenêt, dont l'immense territoire menace le royaume capétien. Le roi de France obtient dans son combat l'appui des deux fils de Henri II, Richard Cœur de Lion et Jean sans Terre. 
Par le traité d'Azay-le-Rideau du 4 juillet 1189, Henri II doit reconnaître son fils Richard comme seul héritier. Il meurt seul quelques jours plus tard dans son château de Chinon, et fut inhumé à l'abbaye de Fontevrault. 
Richard Cœur de Lion fit emprisonné le sénéchal Étienne de Marsay, qui avait organisé la défense des possessions françaises d'Henri II contre les armées du roi de France. Étienne de Marsay fut également destitué de ses charges de gouverneur et de sénéchal ainsi que dépossédé de tous ses biens.
En 1190, Étienne de Marsay meurt des suites de sa déchéance et de son emprisonnement.